# Équipe de Chine olympique de football
Maillots
L'équipe de Chine olympique de football  représente la Chine dans les compétitions de football espoirs comme les Jeux olympiques d'été, où sont conviés les joueurs de moins de 23 ans.

## Palmarès
- Jeux d'Asie de l'Est
  -  Vainqueur : 2005
  -  3e : 1993, 1997

## Parcours lors des Jeux olympiques
Depuis les Jeux olympiques d'été de 1992, le tournoi est joué par des joueurs de moins de 23 ans.
| Football aux Jeux olympiques | Football aux Jeux olympiques | Football aux Jeux olympiques | Football aux Jeux olympiques | Football aux Jeux olympiques | Football aux Jeux olympiques | Football aux Jeux olympiques | Football aux Jeux olympiques | Football aux Jeux olympiques |
| Année                        | Tour                         | Classement                   | J                            | G                            | N                            | P                            | Bp                           | Bc                           |
| ---------------------------- | ---------------------------- | ---------------------------- | ---------------------------- | ---------------------------- | ---------------------------- | ---------------------------- | ---------------------------- | ---------------------------- |
| 1896                         | Pas de Tournoi               | -                            | -                            | -                            | -                            | -                            | -                            | -                            |
| 1900                         | Non participant              | -                            | -                            | -                            | -                            | -                            | -                            | -                            |
| 1904                         | Non participant              | -                            | -                            | -                            | -                            | -                            | -                            | -                            |
| 1908                         | Non participant              | -                            | -                            | -                            | -                            | -                            | -                            | -                            |
| 1912                         | Non participant              | -                            | -                            | -                            | -                            | -                            | -                            | -                            |
| 1920                         | Non participant              | -                            | -                            | -                            | -                            | -                            | -                            | -                            |
| 1924                         | Non participant              | -                            | -                            | -                            | -                            | -                            | -                            | -                            |
| 1928                         | Non participant              | -                            | -                            | -                            | -                            | -                            | -                            | -                            |
| 1932                         | Pas de Tournoi               | -                            | -                            | -                            | -                            | -                            | -                            | -                            |
| 1936                         | 1er tour                     | 12                           | 1                            | 0                            | 0                            | 1                            | 0                            | 2                            |
| 1948                         | 1er tour                     | 14                           | 1                            | 0                            | 0                            | 1                            | 0                            | 4                            |
| 1952                         | Non qualifiée                | -                            | -                            | -                            | -                            | -                            | -                            | -                            |
| 1956                         | Non qualifiée                | -                            | -                            | -                            | -                            | -                            | -                            | -                            |
| 1960                         | Non participant              | -                            | -                            | -                            | -                            | -                            | -                            | -                            |
| 1964                         | Non participant              | -                            | -                            | -                            | -                            | -                            | -                            | -                            |
| 1968                         | Non participant              | -                            | -                            | -                            | -                            | -                            | -                            | -                            |
| 1972                         | Non participant              | -                            | -                            | -                            | -                            | -                            | -                            | -                            |
| 1976                         | Non participant              | -                            | -                            | -                            | -                            | -                            | -                            | -                            |
| 1980                         | Non qualifiée                | -                            | -                            | -                            | -                            | -                            | -                            | -                            |
| 1984                         | Non qualifiée                | -                            | -                            | -                            | -                            | -                            | -                            | -                            |
| 1988                         | 1er tour                     | 14                           | 3                            | 0                            | 1                            | 2                            | 0                            | 5                            |
| 1992                         | Non qualifiée                | -                            | -                            | -                            | -                            | -                            | -                            | -                            |
| 1996                         | Non qualifiée                | -                            | -                            | -                            | -                            | -                            | -                            | -                            |
| 2000                         | Non qualifiée                | -                            | -                            | -                            | -                            | -                            | -                            | -                            |
| 2004                         | Non qualifiée                | -                            | -                            | -                            | -                            | -                            | -                            | -                            |
| 2008                         | 1er tour                     | 13                           | 3                            | 0                            | 1                            | 2                            | 1                            | 6                            |
| 2012                         | Non qualifiée                | -                            | -                            | -                            | -                            | -                            | -                            | -                            |
| 2016                         | Non qualifiée                | -                            | -                            | -                            | -                            | -                            | -                            | -                            |
| 2021                         | Non qualifiée                | -                            | -                            | -                            | -                            | -                            | -                            | -                            |
| 2024                         | Non qualifiée                | -                            | -                            | -                            | -                            | -                            | -                            | -                            |
| 2028                         | À venir                      | -                            | -                            | -                            | -                            | -                            | -                            | -                            |
| 2032                         | À venir                      | -                            | -                            | -                            | -                            | -                            | -                            | -                            |
| Total                        | 4/28                         | Aucune médaille              | 8                            | 0                            | 2                            | 6                            | 1                            | 17                           |

## Effectif 2008
| #          | Nom            | Club              | Âge      | Joués    | But inscrit | Averti   | Carton jaune · Carton jaune · Carton rouge | Carton rouge |
| Gardiens   | Gardiens       | Gardiens          | Gardiens | Gardiens | Gardiens    | Gardiens | Gardiens                                   | Gardiens     |
| ---------- | -------------- | ----------------- | -------- | -------- | ----------- | -------- | ------------------------------------------ | ------------ |
|            | Qiu Shengjiong | Shanghai Shenhua  | 22       | 0        | 0           | 0        | 0                                          | 0            |
|            | Liu Zhenli     | Qingdao Hainiu    | 23       | 0        | 0           | 0        | 0                                          | 0            |
| Défenseurs |                |                   |          |          |             |          |                                            |              |
|            | Li Weifeng*    | Shanghai Shenhua  | 29       | 0        | 0           | 0        | 0                                          | 0            |
|            | Yuan Weiwei    | Shandong Taishan  | 22       | 0        | 0           | 0        | 0                                          | 0            |
|            | Feng Xiaoting  | Dalian Shide      | 22       | 0        | 0           | 0        | 0                                          | 0            |
|            | Wan Houliang   | Beijing Renhe     | 22       | 0        | 0           | 0        | 0                                          | 0            |
|            | Tan Wangsong   | Tianjin Tigers    | 22       | 0        | 0           | 0        | 0                                          | 0            |
|            | Lü Jianjun     | Changchun Yatai   | 23       | 0        | 0           | 0        | 0                                          | 0            |
| Milieux    |                |                   |          |          |             |          |                                            |              |
|            | Zheng Zhi* (C) | Charlton Athletic | 27       | 0        | 0           | 0        | 0                                          | 0            |
|            | Zhao Xuri      | Dalian Shide      | 22       | 0        | 0           | 0        | 0                                          | 0            |
|            | Zhou Haibin    | Shandong Taishan  | 23       | 0        | 0           | 0        | 0                                          | 0            |
|            | Cui Peng       | Shandong Taishan  | 21       | 0        | 0           | 0        | 0                                          | 0            |
|            | Hao Junmin     | Tianjin Tigers    | 21       | 0        | 0           | 0        | 0                                          | 0            |
|            | Jiang Ning     | Qingdao Hainiu    | 21       | 0        | 0           | 0        | 0                                          | 0            |
|            | Chen Tao       | Guangzhou City    | 23       | 0        | 0           | 0        | 0                                          | 0            |
| Attaquants |                |                   |          |          |             |          |                                            |              |
|            | Han Peng*      | Shandong Taishan  | 24       | 0        | 0           | 0        | 0                                          | 0            |
|            | Gao Lin        | Shanghai Shenhua  | 22       | 0        | 0           | 0        | 0                                          | 0            |
|            | Dong Fangzhuo  | Manchester United | 23       | 0        | 0           | 0        | 0                                          | 0            |
| Entraîneur |                |                   |          |          |             |          |                                            |              |
|            | Yin Tiesheng   |                   | 51       |          |             |          |                                            |              |